# Melvil Dewey
Melvil Dewey (10. prosince 1851 – 26. prosince 1931) byl americký knihovník a vynálezce Deweyho desetinného systému.

## Mládí
Narodil se v Adams Center v americkém státě New York jako Melville Louis Kossuth Dewey. Od devatenácti let pracoval jako asistent knihovníka v univerzitní knihovně Amherst College, kde studoval. Již v té době se začal zabývat myšlenkou na vhodnější uspořádání zdejšího knihovního fondu.

## Knihovnický systém
V době Deweyho mládí, do 70. let 19. století, existovaly pouze nepraktické klasifikační systémy, založené na jmenném pořádání a neměnném, přesně stanoveném umístění knih v policích. Navíc měla každá knihovna odlišný systém. Deweyho snahou bylo nahrazení tohoto nekvalitního řešení novým, efektivnějším a univerzálnějším systémem. Usiloval o to, aby knihy byly řazeny dle určitého systému a ne fixovány na konkrétní místo jako dosud. V roce 1873 Melvil Dewey navrhl a 1876 publikoval a nechal si patentovat systém založený na desítkové soustavě, ve kterém byly knihy řazeny podle jejich obsahu. Poprvé tento svůj systém zavedl v univerzitní knihovně Amherst College, kde studoval a pracoval. Následovaly další knihovny a do Deweyho smrti již bylo pomocí Deweyho desetinného systému (DDC) organizováno 96% všech amerických knihoven.
V roce 1876 založil Dewey v Bostonu knihovní společnost Library Bureau a byl také jedním ze zakládajících členů American Library Association (ALA), kde zastával funkce tajemníka a prezidenta. Založil také knihovnické periodikum Library Journal, které mělo výrazný vliv na budoucí vývoj amerických knihoven. Roku 1887 pak zřídil první knihovnickou školu Columbia University's School of Library Economy. Byl také delegátem vlády Spojených států na Mezinárodní knihovnické konferenci v Londýně v roce 1897. Deweymu právem náleží titul "Otce moderního knihovnictví".

## Pravopis
Další Deweyho zásluhou byla snaha o zjednodušení anglického pravopisu (spelling). Již v mládí zjednodušil psanou podobu svého jména Melville na Melvil a vypustil svá dvě prostřední jména. Stejně tak zkrátil mnoho anglických slov, například Catalogue na Catalog. Tato úprava se jako jedna z mála uplatnila, zbytek Deweym zkrácených slov však bohužel zůstal zapomenut (například zjednodušení slova spelling na spelin, apod.) V roce 1886 založil společnost pro reformu hláskování Spelling Reform Association. Se svojí ženou založil Dewey roku 1894 klub Lake Placid, místo kulturního a společenského vyžití.
Melvil Dewey zemřel 26. prosince 1931 na Floridě.